# Béatrice (opera)

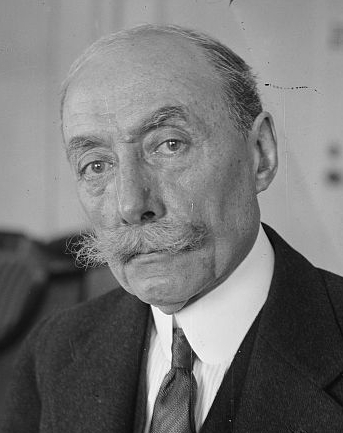
André Messager

Béatrice är en opera (légende lyrique) i fyra akter med musik av André Messager och libretto av Gaston Arman de Caillavet och Robert de Flers efter novellen La légende de Soeur Béatrix (1837) av Charles Nodier.

## Historia
Nodiers novell publicerades i La Revue de Paris i oktober 1837. Messager valde historien för dess variation av dramatiska situationer; operan är ett seriöst, lyriskt drama utan motstycke i Messagers verklista, som vanligtvis bestod av lättare operetter. Musikkritikern Pierre Lalo skrev om Parispremiären och noterade vilken effekt kärleksduetten i andra akten hade på publiken och ansåg att fjärde akten var särdeles väl skriven.
Béatrice haxe premiär på Opéra de Monte-Carlo den 21 mars 1914. Senare sattes den upp i Buenos Aires den 15 juli 1916 och i Rio de Janeiro den 20 september 1916. Opéra-Comique i Paris satte upp operan den 23 november 1917 med Yvonne Chazel i titelrollen och Charles Fontaine, Félix Vieuille och André Baugé i de andra rollerna. Föreställningen i Paris dirigerades av Messager och fick nypremiär 1927, då dirigerad av Albert Wolff och med Yvonne Gall i titelrollen samt Félix Vieuille och Roger Bourdin i andra roller. Operan sändes av fransk radio 1957 med Jacqueline Brumaire i titelrollen, och med Solange Michel, Raphael Romagnonli och Robert Massard, dirigerad av Gustave Cloëz. Ett fullständigt framförande av operan varar i omkring två och en halv timme.

## Roller
| Roller                        | Röststämma                  | Premiärbesättning 21 mars 1914 (Dirigent: Léon Jehin) |
| ----------------------------- | --------------------------- | ----------------------------------------------------- |
| Béatrice                      | sopran dramatique           | Andrée Vally                                          |
| La Vierge                     | sopran                      | Rainal-Monti                                          |
| Musidora                      | mezzosopran                 | Jacqueline Royer                                      |
| Zigenerskan                   | mezzosopran eller kontraalt | Carton                                                |
| Abbedissan                    | mezzosopran                 | Alex                                                  |
| Frosine                       | mezzosopran                 | Eckna                                                 |
| Lélia                         | sopran                      | Cécile Malraison                                      |
| Soeur Odile                   | sopran                      |                                                       |
| Soeur Blondine                | sopran                      |                                                       |
| Soeur Monique                 | sopran                      |                                                       |
| Lorenzo                       | tenor                       | Charles Rousselière                                   |
| Tibério                       | baryton                     | Jean Bourbon                                          |
| Biskopen av Palerme           | bas                         | Robert Marvini                                        |
| Fabrice                       | tenor                       | André Gilly                                           |
| Fabio                         | tenor                       | Delorme                                               |
| Beppo                         | baryton                     | Pierre Clauzure                                       |
| Trädgårdsmästaren             | tenor                       | Charles Delmas                                        |
| Kör: Nunnor, fiskare; änglar. |                             |                                                       |

## Handling
Tid: 1500-talet

### Akt 1
En borggård i Abbaye d'Épines fleuries.

Béatrice berättar för de andra nunnorna historien om hur klostret byggdes. En trädgårdsmästare kommer in med blommor. Den 18-åriga Béatrice har tagit på sig uppgiften att se efter den heliga jungfruns altare; hon får en reprimand för sin överdrivna iver.
 
Ensam med Odile Blandine erbjuder Béatrice mat till en förbipasserande zigenerska. Denna spår Béatrice och förutspår en tillvaro fylld av mänskliga passioner. Béatrice avfärdar kvinnan. Biskopen kommer in och Béatrice berättar om att anledningen till att hon blev nunna var ett resultat av hennes böner för Lorenzos tillfrisknande, en ung man som sårad hade återvänt från kriget mor turkarna.
 
Béatrice blir överraskad av att höra Lorenzos röst närma sig; han kommer in och ber henne följa med honom. Hon vägrar men två av Lorenzos kamrater för bort henne. När de har givit sig av får statyn av jungfrun liv, stänger klosterporten, tar upp Béatrices nunnedok och går in i klostret.

### Akt 2
En terrass vid havet. Fiskare hörs i fjärran.

Béatrice gläder sig över att leva med Lorenzo. Han berättar att han har bjudit in poeten Fabrice och den lärde Tibério tillsammans med Lélia, Musidora, Florise och andra vänner. Men Béatrice längtar efter ett enkelt liv tillsammans med Lorenzo framför ett liv fyllt av juveler och sällskapsliv. Lorenzos vänner kommer in och Béatrice upprepar sin kärlek till Lorenzo. De skålar för Venus och alla förutom Musidora och Lorenzo går ner till stranden.

Lorenzo frågar Musidora om hin fortfarande älskar Fabrice. De börjar sjunga om kärleken och slutar med en passionerande omfamning. Béatrice har sett allt. När Lorenzo upptäcker henne anklagar hon honom för otrohet. Han försöker ta lätt på saken varpå han meddelar att han måste bege sig till Palermo. Béatrice ber honom stanna. När han har gått ber hon de andra komma tillbaka från stranden. Béatrice bjuder ut sig för Tibério och alla skålar åter för Venus.

### Akt 3
En fattig fiskares taverna vid Kalabriens kust. Zigenare, Beppo, Fabio och andra roar sig.

Lorenzo dyker upp med Tibério. De har rest omkring i fyra år. Zigenaren frågar vad de har fört med sig från sina resor: exotiska och underbara skatter? De svarar nej, inget. De klagar över vinet och Tibério går ut.

Béatrice kommer in, beslöjad och klädd i trasor. Hon kallar sig för Ginévra och säger sig inte känna ingen Lorenzo. Hon dansar för att underhålla männen som är på tavernan. Lorenzo inser att hon inte är Béatrice varpå hon svarar: Béatrice är död, mördad av Lorenzo! Han ber om förlåtelse för att ha förstört hennes liv genom sin otrohet och bedyrar att han aldrig glömt henne. Men när han ser hur hon bjuder ut sig till byborna, flyr han.
Seglarna och fiskarna har återvänt och begär att Ginévra ska dansa för dem. Hon gör så - till en början långsamt men sedan snabbare och snabbare. Männen börjar gräla om henne, ett bråk uppstår och Beppo faller död ner. Bétrice tror att hon genom sina handlingar åsamkat hans död; hon lutar sig svimfärdig mot en mur. Gradvis, som i ett töcken, uppenbarar sig jungfrun från Épines fleuries och en änglakör hörs sjunga.

### Akt 4
Scen : samma som i akt 1

Béatrice går igenom porten, ångerfull och utmattad. Hon stapplar mot altaret där statyn av jungfrun saknas. Abbedissan ber jungfrun - klädd som Béatrice - att leda bönen om statyns återkomst.

Jungfrun säger till Béatrice att resa sig och att avsäga sig mannens svaghet och kvinnans bräcklighet. Jungfrun förklarar vem hon är och berättar hur hon tog Béatrices plats och skötte hennes uppgifter:; hon förlåter henens synder. När hon tar av sig nunnedoken är hon iförd en vit mantel och en blomsterkrona. Hon lägger manteln över Béatrices axlar och stiger upp på altaret. Nunnorna kommer in och finner Béatrice avsvimmad på marken. Statyn är på plats. Medan statyn av jungfrun uttalar Béatrices namn slutar operan med en lovsång av nunnorna och änglarna.